# Пианело дел Ларио
Пианѐло дел Ла̀рио (на италиански: Pianello del Lario; на ломбардски: Pianell, Пианел) е село и община в Северна Италия, провинция Комо, регион Ломбардия. Разположено е на 200 m надморска височина, на западния бряг на езеро Лаго ди Комо. Населението на общината е 1022 души (към 2017 г.).